# 小蓬
小蓬（学名：Nanophyton erinaceum）为苋科小蓬属的植物。分布在西伯利亚、哈萨克斯坦、蒙古以及中国大陆的新疆等地，生长于海拔450米至2,600米的地区，多生长于石质山坡、戈壁或干燥的灰钙土地区，目前尚未由人工引种栽培。